# Clásica San Sebastián 1992
De 12de editie van de wielerwedstrijd Clásica San Sebastián werd gehouden op 8 augustus 1992 in en rondom de Baskische stad San Sebastian, Spanje. De editie van 1992 ging over een afstand van 234 kilometer en was de zevende wedstrijd in de strijd om de Wereldbeker wielrennen. Titelverdediger in deze Noord-Spaanse wielerklassieker was de Italiaan Gianni Bugno. 

## Uitslag
| Clásica San Sebastián 1992 (234 kilometer) |                     |                     |          |
| Plaats                                     | Naam                | Ploeg               | Tijd     |
| Winnaar                                    | Raúl Alcalá         | PDM-Ultima-Concorde | 5u58'17" |
| 2                                          | Claudio Chiappucci  | Carrera Jeans       | + 1' 11" |
| 3                                          | Eddy Bouwmans       | Panasonic-Sportlife | + 1' 12" |
| 4                                          | Dmitri Konysjev     | TVM-Sanyo           | z.t.     |
| 5                                          | Luc Roosen          | Tulip-Koga Miyata   | z.t.     |
| 6                                          | Maximilian Sciandri | Motorola            | + 1' 38" |
| 7                                          | Davide Cassani      | Ariostea            | z.t.     |
| 8                                          | Maurizio Fondriest  | Panasonic-Sportlife | z.t.     |
| 9                                          | Jim Van De Laer     | Tulip-Koga Miyata   | z.t.     |
| 10                                         | Enrique Alonso      | Lotus-Festina       | z.t.     |

1981 · 1982 · 1983 · 1984 · 1985 · 1986 · 1987 · 1988 · 1989 · 1990 · 1991 · 1992 · 1993 · 1994 · 1995 · 1996 · 1997 · 1998 · 1999 · 2000 · 2001 · 2002 · 2003 · 2004 · 2005 · 2006 · 2007 · 2008 · 2009 · 2010 · 2011 · 2012 · 2013 · 2014 · 2015 · 2016 · 2017 · 2018 · 2019 · 2020 · 2021 · 2022 · 2023 · 2024